# Jean-Pierre Burgart
Jean-Pierre Burgart est un écrivain et peintre figuratif français, né le 10 septembre 1933 à Boulogne-Billancourt.

## Biographie

### Jeunesse et études
Fils unique de l'actrice Orane Demazis, alors parvenue à la célébrité en particulier pour son rôle de Fanny, il n'est pas reconnu à la naissance par son père, Marcel Pagnol, toujours marié (depuis 1916) avec Simonne Collin, qui refuse le divorce.
Inscrit au lycée Louis-le-Grand, Jean-Pierre Burgart entre à l'École normale supérieure de la rue d'Ulm en 1954, où il suit les cours de Louis Althusser. Il fréquente alors la famille de Francis Ponge, lequel deviendra un de ses inspirateurs. Durant la guerre d'Algérie, il est affecté en tant qu'élève au centre de formation des psychologues de la Marine à Toulon puis versé au journal Cols bleus à Paris. 

### Parcours professionnel
Libéré des obligations militaires, il travaille six mois comme stagiaire à Paris Match, où il croise Alexandre Vialatte, avant d'être affecté à un poste de rédacteur auprès du ministre de l'Éducation, de 1960 à 1962. De 1962 à 1974, il mène une carrière à la RTF puis à l'ORTF. Il est chargé d'élaborer, après 1967 sous la responsabilité et avec l'appui d'Yves Jaigu, des programmes réalisés par des talents externes à la maison. C'est ainsi que, par exemple, il fait tourner par Roberto Rossellini La prise de pouvoir par Louis XIV pour la télévision française et introduit comme scénariste Louis Guilloux au sein de cette dernière. Après un démantèlement de l'ORTF, prélude à la privatisation, qu'il déplore, il travaillera pour diverses agences de communication.
Dès la fin des années cinquante, il participe à des éditions d'art, notamment de Jean Hélion qui fera son portrait en 1960, et publie ses premiers poèmes. Tout en contribuant à de nombreuses revues de peinture ou de littérature tels Les Cahiers du Sud, Les Temps modernes, La Revue de Belles Lettres, L'Arc et, occasionnellement, à l'écriture de scénarios, comme pour son ami Pierre Prévert, il parvient à une forme d'écriture contemplative et mélomaniaque par laquelle, « entre le désir de créer et la vaste substance du monde, ... aucun sens ne cherche à exclure l'autre. ».
En 1971, il se charge de traduire Paul Celan pour l'édition qu'en publie André du Bouchet, autre écrivain, tout comme Pierre Reverdy, avec lequel il partage des affinités et sur lequel il publiera également un essai.
Entre 1974 et 1986, il publie avec Daniel Blanchard une revue d'art, Liasse, qui sortira huit cahiers présentant des textes d'auteurs choisis, souvent illustrés de dessins et d'estampes.
Une impasse dans l'écriture, la naissance d'un enfant, lui sont l'occasion, en 1983, de redécouvrir le plaisir de dessiner de l'enfance puis d'oser peindre à son tour. C'est son ami le peintre Charles E. Marks qui fera exposer ses premières toiles en 1997.

## Œuvres

### Principaux articles
- Sur le point de parler, Paris, Le Mercure de France no 1163, juillet 1960.
- Lecture d'André du Bouchet, Paris, Tel Quel, no 18, été 1964.
- Survivre à l'imaginaire, Paris, Two Cities, no 9, automne 1964.
- Dans le silence de l’écho, Paris, L'Ephémère, no 4, septembre 1967.
- Quand le bruit de la route s'éteint, Fontenay-sous-Bois, Liasse, no 4, 1978.
- Anniversaire, Paris, Le Nouveau Commerce, Cahier 81, Centre National des Lettres, Paris, 1991.
- Le ready-made original et sa doublure, Bruxelles, L'Étrangère, no 20, 2008,  (ISBN 978-2-87317-337-1).

### Éditions d'art
- Ressemblance, illustrée de treize sérigraphies tirées d'eaux-fortes sur cuivre originales de Charles E. Marks, Paris, Brunidor, 1962.
- Avec Pierre-Georges Bruguière, André du Bouchet, Alain Jouffroy, Francis Ponge, Pierre Schneider, Christian Zervos & Saul Steinberg, Jean Helion : dix-neuf tableaux peints de 1937 à 1966, catalogue d'exposition, Paris, Galerie du Dragon, 1966.
- Force de la mer, lithographies de Jean Hélion, Paris, Brunidor, 1967.
- Le chiffre de l'oubli, autour de sérigraphies d'Otto Schauer, Fontenay-sous-Bois, Imprimerie quotidienne, 1977.

### Poésie
- Ombres, Paris, Le Mercure de France, 1965.
- Failles, Paris, Le Mercure de France, 1969.
- Jailli de l'image invisible in 2e Liasse, Fontenay-sous-bois, Imprimerie Quotidienne, 1976.
- Fragilité, profondeur in 2e Liasse, Fontenay-sous-bois, Imprimerie Quotidienne, 1976.
- Placard in 3e Liasse, Fontenay-sous-bois, Imprimerie Quotidienne, 1977.
- Proses in 3e Liasse, Fontenay-sous-bois, Imprimerie Quotidienne, 1977.
- Lied in 3e Liasse, Fontenay-sous-bois, Imprimerie Quotidienne, 1977.
- Le second jour, Paris, Sens & Tonka, 2005,  (ISBN 978-2-84534-139-5).
- L’Image invisible, Paris, L’Une & L’Autre, 2019.

### Drames
- Le bracelet de verre, Paris, Le Mercure de France (pièce destinée au metteur en scène Jean-Marie Patte, lue au festival d'Avignon en 1982), 1981.
- Le miroir - Sept répliques pour un opéra possible (livret de l'opéra pour mezzo soprano et orchestre d'André Boucourechliev créé au festival d'Avignon en 1987).

### Scénarios
- 1974 : Les dernières cartes, film de Marcel Cravenne d'après Arthur Schnitzler.
- 1991 : Robinson et compagnie, film de Jacques Colombat.

### Essais
- Avril au bord de la mer, Paris, Utopie, 1979.
- Le tain des choses, Paris, Sens & Tonka, 2004  (ISBN 978-2-84534-083-1) (essai sur la peinture).
- Les fagots de Courbet, Paris, Sens & Tonka, 2005.

### Traductions
- Strette, Poëmes, Méridien et Entretien dans la montagne de Paul Celan, sous la direction d'André du Bouchet avec Jean Daive et John E. Jackson, Paris, Le Mercure de France, 1971.
- Médée de Sénèque, mise en scène de Jean-Marie Patte en 1972.
- Phèdre de Sénèque, mise en scène de Jean-Marie Patte en 1979.